# Россия молодая (фильм)
«Росси́я молода́я» (1981—1982) — советский 9-серийный телевизионный художественный фильм, снятый режиссёром Ильёй Гуриным на Киностудии имени М. Горького по одноимённому роману Юрия Германа. Действие фильма разворачивается в эпоху Петра I, в последние годы XVII века, и заканчивается событиями 1702 года.
Петра I в фильме играет Дмитрий Золотухин, за год до этого уже снявшийся в той же роли в дилогии Сергея Герасимова «Юность Петра» и «В начале славных дел». Учитывая, что сюжет дилогии заканчивается незадолго до событий, описанных в фильме, а сняты все ленты на одной киностудии, можно рассматривать фильм «Россия молодая» как продолжение многосерийной истории о первом этапе петровских преобразований. При этом фильмы сняты на основе разных литературных источников: дилогия Герасимова основана на романе А. Н. Толстого, а фильм Гурина — на одноимённом романе Ю. П. Германа, в котором Петр играет уже не главную роль.

## Сюжет
Посвящение во вступительной заставке:

Была та смутная пора,

Когда Россия молодая,

В бореньях силы напрягая,

Мужала с гением Петра.

…Перетерпев судеб удары,

Окрепла Русь.
А. С. Пушкин
Действие фильма происходит в эпоху Петра I на Русском Севере. В центре сюжета судьбы трёх человек: капитана-командора Сильвестра Иевлева, поручика таможенного войска Афанасия Крыкова и кормщика-помора Ивана Рябова.
Иван Рябов — реальный исторический персонаж. В 1701 году он вместе с церковным служкой Дмитрием Борисовым совершил подвиг, в качестве кормщика под видом предателей посадив головной корабль шведской эскадры на мель напротив специально построенной крепости, под огонь береговой батареи.
Иевлев Сильвестр Петрович — также реальный исторический персонаж. Стольник Петра I, участник строительства Новодвинской крепости, руководил действиями береговых батарей во время обороны Архангельска от шведской военной эскадры Карла XII в 1701 году.
Фильм является точной экранизацией почти всего романа, за исключением последних глав.
Повествование начинается с событий на Переяславле-Залесском, где Пётр I организует строительство и учения «потешного» флота вместе со своими ещё юными соратниками (Апраксин, Иевлев, Меншиков). Помор-рыбак Иван Рябов встречается со своей будущей женой Таисьей. Здесь впервые появляется и беглый крепостной крестьянин Молчан, который с трудом убегает от Петра и его свиты. Также здесь впервые показан таможенник капрал Крыков; Крыков не может противостоять контрабандной деятельности заморских купцов, но попадает под покровительство архиепископа Афанасия, который защищает его от коррумпированного начальства таможни (майор Джеймс, полковник Снивин).
Повествование продолжается в Архангельске, где Пётр I разворачивает с помощью стольника Иевлева строительство российского военного флота. На верфи купца Баженина сгоняются задолжавшие казне рыбаки, крестьяне, горожане и беглые, в том числе Молчан и оружейник Кузнец, а также оленеводы-ненцы из тундры. При строительстве кораблей происходит расхищение подрядчиками средств, выделенных на строительство и довольствие, чему противостоят капитан-командор Архангельска Иевлев и дослужившийся до звания таможенного поручика Крыков. Иван Рябов становится кормщиком первых русских военных кораблей (Пётр I организует учения флота в Белом море), затем попадает в качестве кормщика-невольника (как задолжавший церкви рыбак) на торговые корабли негоцианта (купца) Уркварта. Крыков помогает освободиться Рябову, изобличает Уркварта в распространении фальшивых денег, но из-за провокации, организованной против него Урквартом и начальником таможни Снивиным, попадает в опалу, которая впоследствии смягчается заступничеством Иевлева и владыки Афанасия. Рябов, во избежание ареста в монастырскую тюрьму, уплывает старшим рыбацкой артели на промысел на Север.
Следующая часть повествования происходит в Архангельске и Холмогорах. Становится известно, что шведский флот намеревается уничтожить строящиеся на Беломорье верфи и захватить построенные корабли. Под руководством капитан-командора Иевлева близ Архангельска (на реке Двине) для обороны города спешно строится крепость. С помощью своих соратников (Крыков, инженер Резен, Пустовойтов и др. строители крепости) Иевлевым изобличаются шведские шпионы (лекари архангельского воеводы Дес Фонтейнес и Лофтус, инженер Лебаниус), коррумпированные иноземные торговцы и наёмные офицеры таможни. Удаётся объединить силы всех жителей Беломорья на организацию обороны. Скрытно и безуспешно противодействует этому лишь воевода Архангельска Прозоровский, движимый жадностью, эгоизмом, страхом захвата города и бунта. По договорённости с Иевлевым Иван Рябов под видом рыбака, случайно захваченного близ Архангельска в плен, становится кормщиком шведской эскадры.
Кульминацией фильма является нашествие шведской эскадры на Архангельск. Первой в противостояние с врагом вступает таможенная служба под командованием капитана Крыкова. Стремление шведов незаметно преодолеть подступы к городу оказывается безуспешным. Крыков и другие таможенники погибают в неравном бою, но защитники города оповещены. При приближении шведской эскадры к Новодвинской крепости кормщик Рябов сажает флагманский корабль на замаскированную мель, эскадра не может далее двигаться по Двине. Рябову удаётся покинуть флагманский корабль, хотя и погибают его помощники, переводчик Дмитрий и разведчик Яков — полуэстонец-полурусский, пытавшийся вернуться на родину. Многочасовая перестрелка защитников крепости и эскадры заканчивается захватом и уничтожением шведских кораблей.
В последней части повествования описаны события, произошедшие в Архангельске и на Балтике. В результате заговора и интриг, организованных воеводой Прозоровским и его свитой, капитан-командор Иевлев оказывается в заточении по обвинению в измене; также в тюрьму приходит добровольно кормщик Рябов, чтобы хоть чем-то помочь Иевлеву. Помощь Иевлеву оказывают также беглые крепостные Молчан и Кузнец, доставившие подписанную жителями Беломорья челобитную грамоту соратнику Петра I Апраксину, архиепископ Афанасий и другие горожане. В результате Пётр I прибывает в Архангельск, Иевлев и Рябов освобождаются из заточения, Прозоровский и его свита наказаны. В финале фильма описывается освобождение русских земель на Балтике, в том числе освобождение города Орешек (Шлиссельбург), перемещение русской армией сухопутным путём кораблей для проведения военных действий.

### Серии
1. Морского дела старатели
2. Мужание
3. Беда за бедой
4. Страшней, чем шторм
5. Крепости быть!
6. Здравствуй, кормщик!
7. Нашествие
8. Правда против кривды
9. Ветер Балтики

## В ролях

### В главных ролях
- Борис Невзоров — Иван Савватеевич Рябов (1-я — 4-я, 6-я — 9-я серии)
- Александр Фатюшин — капитан Афанасий Петрович Крыков (1-я — 8-я серии)
- Степан Старчиков — Сильвестр Петрович Иевлев
- Александра Яковлева — Таисья Рябова (1-я — 5-я, 7-я — 9-я серии)
- Дмитрий Золотухин — Пётр Первый (1-я — 4-я, 9-я серии)
- Николай Иванов — Фёдор Матвеевич Апраксин (1-я — 4-я, 9-я серии)
- Иван Лапиков — архиепископ Афанасий (1-я, 4-я, 5-я, 8-я и 9-я серии)

### В ролях
- Александр Борисов — дядюшка Иевлева (1-я, 2-я серии)
- Татьяна Вячеславовна Кондырева (Чернядьева) — Маша Иевлева (1-я, 2-я, 4-я — 9-я серии)
- Сергей Плотников — Антип Тимофеев, отец Таисьи (1-я, 3-я и 4-я серии)
- Николай Олялин — Молчан Пашка (1-я — 6-я, 8-я — 9-я серии)
- Владислав Стржельчик — шкипер Уркварт (2-я — 8-я серии)
- Арен Рейно — Снивин (2-я — 4-я серии)
- Бруно Фрейндлих — Патрик Гордон, генерал (2-я — 4-я серии)
- Евдокия Васильевна Алексеева — Евдоха (1-я — 5-я, 7-я, 8-я серии)
- Александр Макарцев — Митенька (1-я — 4-я, 6-я — 8-я серии)
- Сергей Паршин — Александр Меншиков (1-я — 4-я, 9-я серии)
- Александр Вдовин — Яким Воронин (1-я — 4-я серии)
- Вячеслав Александрович Ракитянский — Василий Андреевич Ржевский (1-я, 2-я, 9-я серии)
- Владимир Кашпур — Тимофей Кочнев (1-я, 2-я, 4-я — 6-я серии)
- Анатолий Баранцев — Агафоник (1-я, 2-я, 4-я серии)
- Елена Петровна Глебова — Еленка (1-я серия)
- Константин Северный — дед Мокий (1-я, 2-я серии)
- Фёдор Валиков — дед Фёдор (1-я, 2-я, 4-я, 7-я серии)
- Михаил Тимофеевич Бочаров — капрал (1-я — 3-я, 6-я, 8-я серии)
- Леон Степанович Кукулян — Альварес дель Роблес, испанский боцман (2-я серия)
- Тыну Саар — Джеймс (1-я — 4-я, 6-я — 8-я серии)
- Георгий Николаевич Всеволодов — Николс (1-я, 2-я, 4-я серии)
- Алексей Дроздов — Ян (1-я, 2-я, 4-я серии)
- Сергей Сазонтьев — кузнец Федосий (3-я, 5-я, 6-я, 8-я, 9-я серии)
- Юрий Демич — поручик Мехоношин (5-я — 8-я серии)
- Олег Борисов — Ларс Дес-Фонтейнес (3-я — 6-я серии)
- Михаил Кузнецов — князь воевода Прозоровский (5-я — 9-я серии)
- Всеволод Кузнецов — Осип Андреевич Баженин (3-я, 4-я, 6-я серии)
- Михаил Долгинин — Егорша Пустовойтов (5-я — 7-я серии)
- Леонид Харитонов — Лонгинов (1-я, 3-я, 5-я — 9-я серии; не указан в титрах 1-й серии)
- Виталий Николаевич Яковлев — матрос в панцире (в титрах не указан)
- Райво Трасс — Якоб (6-я — 8-я серии)
- Андрей Щукин — рейтар (в титрах не указан)
- Тыну Аав — инженер Егор Резен (5-я, 6-я, 8-я, 9-я серии)
- Николай Крюков — ярл Юленшерна (6-я — 8-я серии; в титрах 8-й не указан)
- Анатолий Титов — Лебаниус (6-я и 8-я серии)
- Валентина Беляева — княгиня Авдотья (5-я, 6-я, 8-я серии)
- Вася 3отов — Ванятка (5-я — 9-я серии)
- Алексей Миронов — Семисадов (не указан в титрах 1-й серии)
- Игорь Бучко — Фёдор Юрьевич Ромодановский (2-я — 4-я серии)
- Александр Звенигорский — Данберг (3-я и 4-я серии)
- Андрей Градобоев — Коост (3-я, 8-я серии)
- Р. Нейман — Флам (4-я серия)
- Филимон Сергеев — Швибер (4-я серия)
- Вадим Вильский — Ружанский (5-я, 6-я, 9-я серии)
- Георгий Назаренко — Щербатый (5-я, 6-я серии)
- Иван Краско — думный Ларионов (5-я, 7-я, 9-я серии)
- Евгений Марков — дьяк Молокоедов (5-я — 9-я серии)
- Хейно Мандре — граф Пипер (5-я серия)
- Юрий Чекулаев — Мунк Альстрём, капитан галеры (5-я, 6-я серии)
- Геннадий Фролов — посол Измайлов (6-я серия)
- Леонид Оболенский — отец Дес-Фонтейнеса (6-я серия)
- Владимир Ильич Шкрабак — Никифор (6-я, 7-я серии)
- Борис Иванов — лекарь Лофтус (6-я, 8-я серии)
- Аксель Орав — Мартус (6-я серия)
- Владимир Сергиенко — Комит Сигге (5-я, 6-я серии)
- О. Бауман — Лександра Иваныч (6-я, 8-я серии)
- Мати Клоорен — помощник прокурора (6-я серия)
- Д. Дёмин — переводчик (7-я серия)
- Юрий Саранцев — Ремезов
- Владимир Щеглов — полковник Нобл (8-я, 9-я серии)
- Александр Карин — стрелец Дроздов (8-я серия)
- Павел Скороходов — Смирной (8-я, 9-я серии)
- Роман Гутовский — капитан Памбург (9-я серия)
- Елена Максимова — старуха (9-я серия)
- Владимир Сэз — лекарь (9-я серия)
- Николай Трифилов — матрос
- Эдуард Марцевич — Лефорт (2-я серия; в титрах не указан)
- Владимир Удалов — трактирщик (2-я серия)
- Анатолий Сиренко — разбойник (5-я серия)
- Юрий Соколов — Гриднёв (5-я серия)

### В эпизодах
- Николай Волков (3-я серия)
- Анатолий Игонин (3-я, 7-я и 9-я серии)
- Владимир Капустин (3-я серия)
- Н. Крылов (3-я серия)
- Евгений Зосимов (4-я серия)
- И. Годлевский (5-я серия)
- В. Денисов (5-я серия)
- В. Зелёный (5-я серия)
- Г. Четверяков (5-я серия)
- Леонид Недович (9-я серия)
- Игорь Добряков (7-я серия)
- В. Карпов (7-я серия)

## Съёмочная группа
- Сценария и постановка Ильи Гурина
- Главный оператор — Евгений Давыдов
- Главный художник — Александр Попов
- Композиторы: Кирилл Молчанов, Лев Солин
- Звукооператор — Анатолий Елисеев
- Художники по костюмам: Н. Ермилова, Наталья Полях
- Симфонический оркестр Госкино СССР

Дирижёр — Владимир Васильев
- Директора картины: Александр Пронченко, Д. Эппель

## Места съёмок
- Часть фильма снимали под Архангельском, в Малых Корелах. Новодвинская крепость существует и сейчас в Архангельске.
- Часть съёмок проходила в Суздале (перенос шпаги Крыкова в церковь). В картине «Россия молодая» Суздалю отведена роль Архангельска, Москвы, уголков Севера России. Съёмки проходили на территории Музея деревянного зодчества, Покровского, Спасо-Евфимиева монастырей. В массовке принимали участие жители города, а также солдаты Владимирского гарнизона.[2][3]
- Некоторые сцены сняты у храма Покрова Пресвятой Богородицы в Филях.
- Сцены на шведской галере с Олегом Борисовым (5-я и 6-я серии) снимались в Ленинграде у стадиона им. Кирова летом 1981 года. Массовкой (гребцы из русских пленных, комиты и др.) были курсанты 4-го курса штурманского факультета ВВМУ подводного плавания. Они готовились к дальнему походу и были коротко пострижены, что облегчило грим, сведя его только к приклеиванию бород. Галера была привязана к берегу, но в одном из дублей курсанты переусердствовали, галеру оторвало и вынесло на судовой ход Малой Невы. Возвращали с помощью буксира. Съёмкам мешали периодически появляющиеся рейсовые «Метеоры». Выяснилось, что и более заметные эпизодические роли в этих сценах исполняли люди случайные. Так, палач с красным лицом был приехавшим на курсы повышения квалификации электросварщиком. Он жил в той же гостинице «Выборгская», что и съёмочная группа, там и был замечен.[источник не указан 976 дней]

## Факты
- Настоящая фамилия Ивана Рябова — Седунов[4]. Его потомки и поныне проживают в Архангельске.
- В трансляции каналом «Россия» 10 июня 2008 года 9-й серии фильма из неё без обоснования причин был вырезан фрагмент под названием «Государева дорога»[5].

## Критика
М. Апрелева в своей рецензии на страницах газеты «Известия» написала, что девять серий фильма «Россия молодая» раскрывают страницы славной истории Отечества, не скрывая заплаченную Россией дорогую цену за достижение европейского уровня, восславляют нелёгкий трудовой подвиг русского народа, заставляют испытать чувство гордости за родную землю. По утверждению Апрелевой, влюблённые в прозу Юрия Германа создатели фильма бережно сохранили в нём литературную основу: как и в романе почти в один рост с Петром I предстают в фильме те делавшие историю люди, имена которых практически не знакомы историкам. Масштабная фигура Петра сравнивается в фильме с образами простых мужиков, проникнутых, несмотря на тяжкую долю и злую судьбу, великим духом и верой в свой народ, в честных людей, в правду. Такая вера, по мнению Апрелевой, порождается любовью к родной земле в тех людях, что переболели вместе с ней всеми её радостями и горестями. Эти люди в фильме немногословны и скупы на внешние проявления чувств. Апрелева считает, что персонажи фильма притягательны для зрителей тем, что они не сломились несправедливостями, не поступились совестью и верою, не разменяли души на почести.